# Austropsyche victoriana
Austropsyche victoriana là một loài Trichoptera trong họ Hydropsychidae. Chúng phân bố ở miền Australasia.